# Afrikanische Maulwurfsratten
Die Afrikanischen Maulwurfsratten (Tachyoryctes), auch als Schnellwühler bezeichnet, sind eine Nagetiergattung in der Familie Spalacidae.

## Merkmale
Die Riesenmaulwurfsratte erreicht eine Gesamtlänge von etwa 31 cm und ein Gewicht von 330 bis 930 Gramm. Die Ostafrikanische Maulwurfsratte wird mit einer Kopf-Rumpf-Länge von 16 bis 26 cm und einer Schwanzlänge von 5 bis 9,5 cm fast gleich lang. Ihr Gewicht ist mit 160 bis 280 Gramm deutlich geringer. Die Behaarung des Schwanzes ist gut entwickelt. Die Fellfarbe der Oberseite variiert zwischen den einzelnen Exemplaren. Gewöhnliche Farben sind Schwarz, Braun, Rotbraun, Hellgrau und Zimtfarben, auch Albinos kommen relativ häufig vor. Das erste Fell der Jungtiere ist meist schwarz. Die Unterseite erscheint oft mit einem silbrigen Schimmer und ist meist heller als der Rücken. Im Körperbau ähneln die Arten den amerikanischen Taschenratten (Geomyidae), ihnen fehlen jedoch die Backentaschen.

## Lebensweise
Diese Wurzelratten halten sich in eher feuchten Regionen auf. Sie kommen z. B. in offenen Graslandschaften, Savannen, Sumpfgebieten und auf landwirtschaftlich genutzten Flächen vor.
Maulwurfsratten graben komplexe Tunnelsysteme. Nahe der mit Pflanzenteilen gepolsterten Wohnkammer, die separate Bereiche für Vorräte und Fäkalien besitzt, befindet sich ein Ausstieg und dazu kommt eine Vielzahl verzweigter Gänge. Die Tunnel liegen meist 15 bis 30 cm unter der Erdoberfläche (selten bis ein Meter tief) und können 50 Meter lang sein. An den Ausgängen gibt es wie bei Maulwürfen Erdhaufen.
Die Nahrung besteht hauptsächlich aus unterirdischen Pflanzenteilen wie Wurzeln und Knollen. Manchmal suchen die Tiere über der Oberfläche nach Nahrung. Letzteres ist vor allem bei der Ostafrikanischen Maulwurfsratte der Fall.
Außerhalb der Paarungszeit lebt jedes Exemplar einzeln. Maulwurfsratten, die zusammen in einen Käfig gesetzt wurden, reagierten aggressiv. Bei den Kämpfen halten sie den Kopf erhoben, öffnen das Maul weit und beißen einander.
Weibchen paaren sich allgemein zweimal pro Jahr und die Trächtigkeitsdauer beträgt abhängig vom Verbreitungsgebiet zwischen 37 und 49 Tagen. Pro Wurf werden meist ein Jungtier oder Zwillinge geboren (selten bis vier Junge). Die Jungen wiegen bei der Geburt 15 bis 20 Gramm und werden vier bis sechs Wochen gesäugt. Sie müssen den Bau der Mutter nach etwa einem Monat verlassen und werden etwa im sechsten Monat geschlechtsreif. Diese Wurzelratten können in der Natur drei Jahre alt werden.

## Systematik und Verbreitung
Der erste Vertreter der Gattung, die Ostafrikanische Maulwurfsratte (Tachyoryctes splendens) wurde 1835 durch den deutschen Afrikaforscher Eduard Rüppell unter der wissenschaftlichen Bezeichnung Bathyergus splendens beschrieben. Die Gattung Tachyoryctes wurde ein Jahr später vom gleichen Autor eingeführt. Rüppell beschrieb 1842 auch die zweite Art der Gattung, die Riesenmaulwurfsratte (Tachyoryctes macrocephalus). Zwischen 1891 und 1925 wurden elf weitere Tachyoryctes-Arten beschrieben, neun davon durch den britischen Säugetierkundler Oldfield Thomas. Diese werden jedoch in modernen Systematiken nicht anerkannt, sondern gelten als Synonyme von Tachyoryctes splendens. Allopatrischen Populationen von Tachyoryctes splendens bilden wahrscheinlich kryptische Arten, aber die verfügbaren Daten reichen nicht, um die bisher vorgeschlagenen taxonomischen Abgrenzungen zu unterstützen. Weitere Studien sind erforderlich.
Somit gehören gegenwärtig nur zwei Arten zu den Afrikanischen Maulwurfsratten:
- Die Riesenmaulwurfsratte (Tachyoryctes macrocephalus) bewohnt Hochebenen und Gebirge in Äthiopien.
- Die Ostafrikanische Maulwurfsratte (Tachyoryctes splendens)

Die Gattung bildet die Unterfamilie Tachyoryctinae, teilweise werden sie mit den Bambusratten (Rhizomys) und der Kleinen Bambusratte (Cannomys badius) als Wurzelratten (Rhizomyinae) zusammengefasst.

## Status
Früher wurden die Tiere von afrikanischen Ureinwohnern als Nahrungsquelle gejagt. Heute werden sie vorwiegend als Schadtiere bekämpft. Die IUCN listet die Riesenmaulwurfsratte als stark gefährdet (Endangered) und die Ostafrikanische Maulwurfsratte als nicht gefährdet (Least Concern).